# Якушкино (Костромская область)
Якушкино — упразднённая деревня в составе Дмитриевского сельского поселения Галичского района Костромской области России. Исключена из учётных данных в 2024 году.

## История
Согласно Спискам населенных мест Российской империи в 1872 году усадьба Якушкино относилась к 2 стану Галичского уезда Костромской губернии. В ней числилось 8 дворов, проживало 48 мужчин и 52 женщины.
Согласно переписи населения 1897 года в деревне проживал 51 человек (18 мужчин и 33 женщины).
Согласно Списку населенных мест Костромской губернии в 1907 году деревня относилось к Богчинской волости Галичского уезда Костромской губернии. По сведениям волостного правления за 1907 год в ней числилось 14 крестьянских дворов и 59 жителей. Основным занятием жителей деревни был малярный промысел.
До муниципальной реформы 2010 года деревня также входила в состав Дмитриевского сельского поселения.

## Население
| 2008 | 2010 | 2012 | 2014 |
| ---- | ---- | ---- | ---- |
| 0    | →0   | →0   | →0   |